# Sigismond Ier (roi de Pologne)
Sigismond Ier le Vieux (né à Kozienice le 1er janvier 1467 et décédé à Cracovie le 1er avril 1548), (en polonais Zygmunt I Stary et lituanien Zygimantas Senasi) roi de Pologne et grand-duc de Lituanie de 1506 à 1548.

## Origine
Cinquième fils de Casimir IV de Pologne et d'Élisabeth de Habsbourg. Il est nommé par son frère aîné Vladislas roi de Bohême : duc de Głogów (1498-1506) et d'Opole (1501-1506) en Silésie.

## Règne

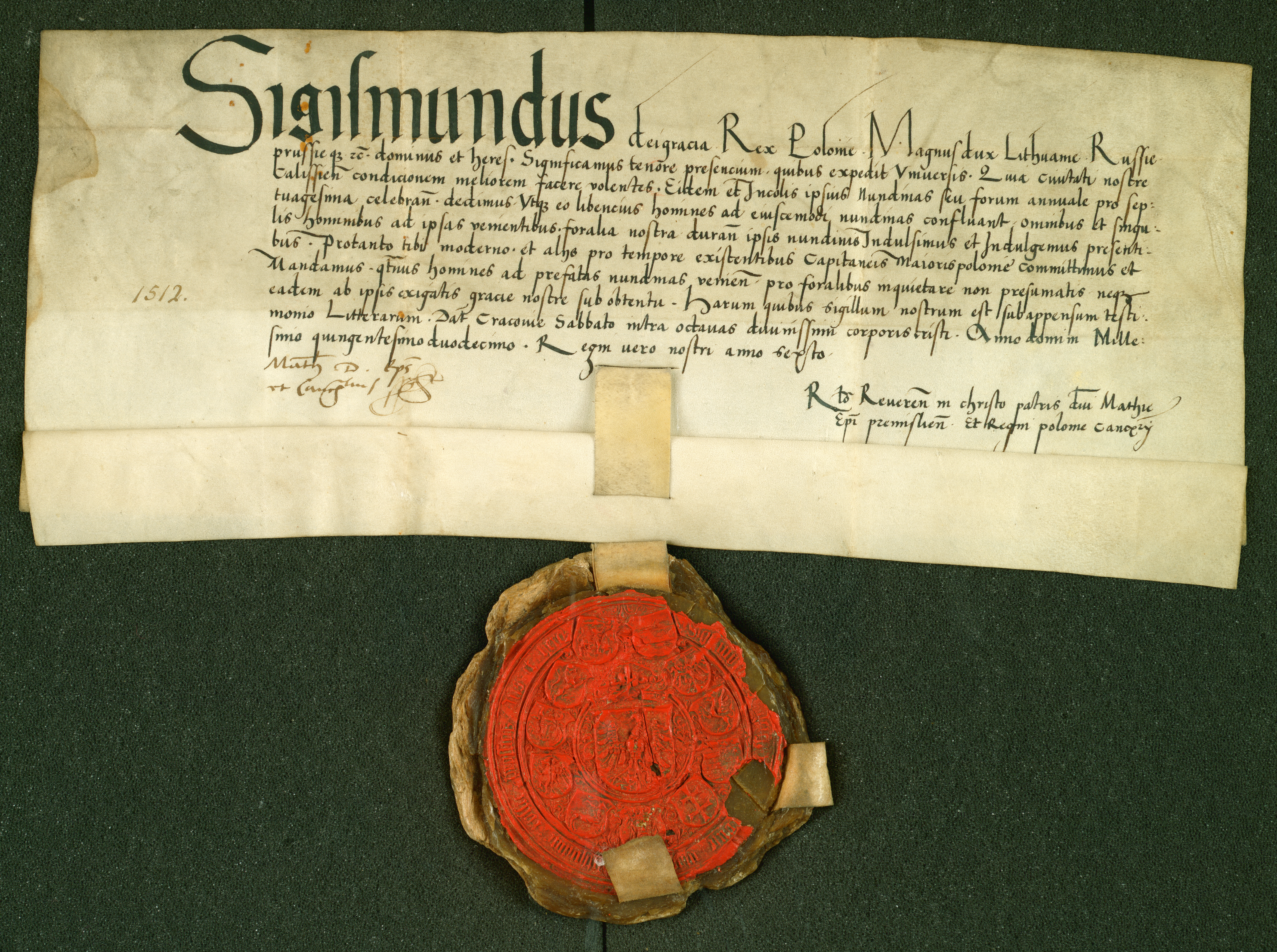
Proclamation de "Zygmunt Stary" sur les marchés et les foires appropriés pour la ville de Kalisz de juin 1512.

Le 19 août 1506 après la mort de son frère le roi Alexandre Ier Jagellon, Sigismond devient grand-duc de Lituanie puis est élu roi de Pologne le 20 octobre et couronné le 20 janvier 1507 à Cracovie. La succession ne crée aucune contestation. Le règne des derniers Jagellon (1506-1572) est marqué par une vive lutte entre le pouvoir royal et la noblesse (szlachta) pour la définition des privilèges de cette dernière. Les souverains aspirent à la monarchie absolue, comparable à celle de François Ier en France, mais on assiste à une lente évolution vers une monarchie parlementaire oligarchique entièrement dominée par les nobles. Sigismond Ier, soutenu par sa femme Bona Sforza, qui lui apporte l’appui financier de sa famille, tente d’échapper au statut nihil novi de 1505. Le conflit dure jusqu’en 1569.
L’épanouissement de la Renaissance favorisé par le roi et son épouse Bona Sforza ainsi que le développement économique et culturel des villes polonaises sous Sigismond Ier amènent la Pologne à l’apogée de sa grandeur.

### Chronologie du règne
- 1507 à 1527, travaux de transformation du château royal du Wawel à Cracovie.

- 1507 à 1508, première guerre contre la grande-principauté de Moscou.

- 1512, défaite des Tatars de Crimée à Wiśniowiec.

- 1512 à 1522, deuxième guerre contre la grande-principauté de Moscou qui lui enlève Smolensk: mais la victoire de Constantin d'Ostrog à Orcha en 1515 permet de redresser la situation.

- 1515, rencontre à Vienne entre les rois Jagellon Sigismond Ier et Vladislas II Jagellon roi de Hongrie et de Bohême, et l'Empereur Maximilien Ier du Saint-Empire, en vue d'une nouvelle union matrimoniale entre les Jagellon et les Habsbourg.

- 1519 à 1521, guerre contre l'État monastique des chevaliers Teutoniques terminée par armistice de quatre ans (en).

- 1520, les diètes de Toruń et de Bydgoszcz, décrètent une corvée paysanne obligatoire d'un jour par semaine.

- 1525, Albert de Brandebourg sécularise l'État de l'ordre Teutonique dont il était le grand maître, passe au protestantisme et, le 10 avril, rend hommage à Cracovie au roi de Pologne son oncle, en tant que duc de Prusse.

- 1525 et 1526, soulèvement paysan en Prusse ducale et révoltes sociales et religieuses à Gdańsk.

- 1527, Après la mort en 1524 de Stanislas de Czersk, duc de Varsovie et celle en 1526 de son frère Janusz III incorporation du duché Piast de Mazovie à la Pologne.

- 1529, son seul fils Sigismond II est roi élu de Pologne.

- 1544, le 6 octobre, son fils Sigismond II est élu grand-duc de Lituanie.

- 1534 à 1537, troisième guerre avec la Moscovie.

- 1537, pour la première fois, lors de la guerre du poulet, le souverain doit faire face à la rébellion de la szlachta dans ses états contre l'autorité royale.

- 1538, Sigismond s'allie aux Ottomans et participe à la campagne de Moldavie qui place cette principauté roumaine sous la tutelle ottomane.

- 1548, le 1er avril le vieux roi Sigismond Ier meurt.

## Famille et descendance
Sigismond Ier avait épousé :

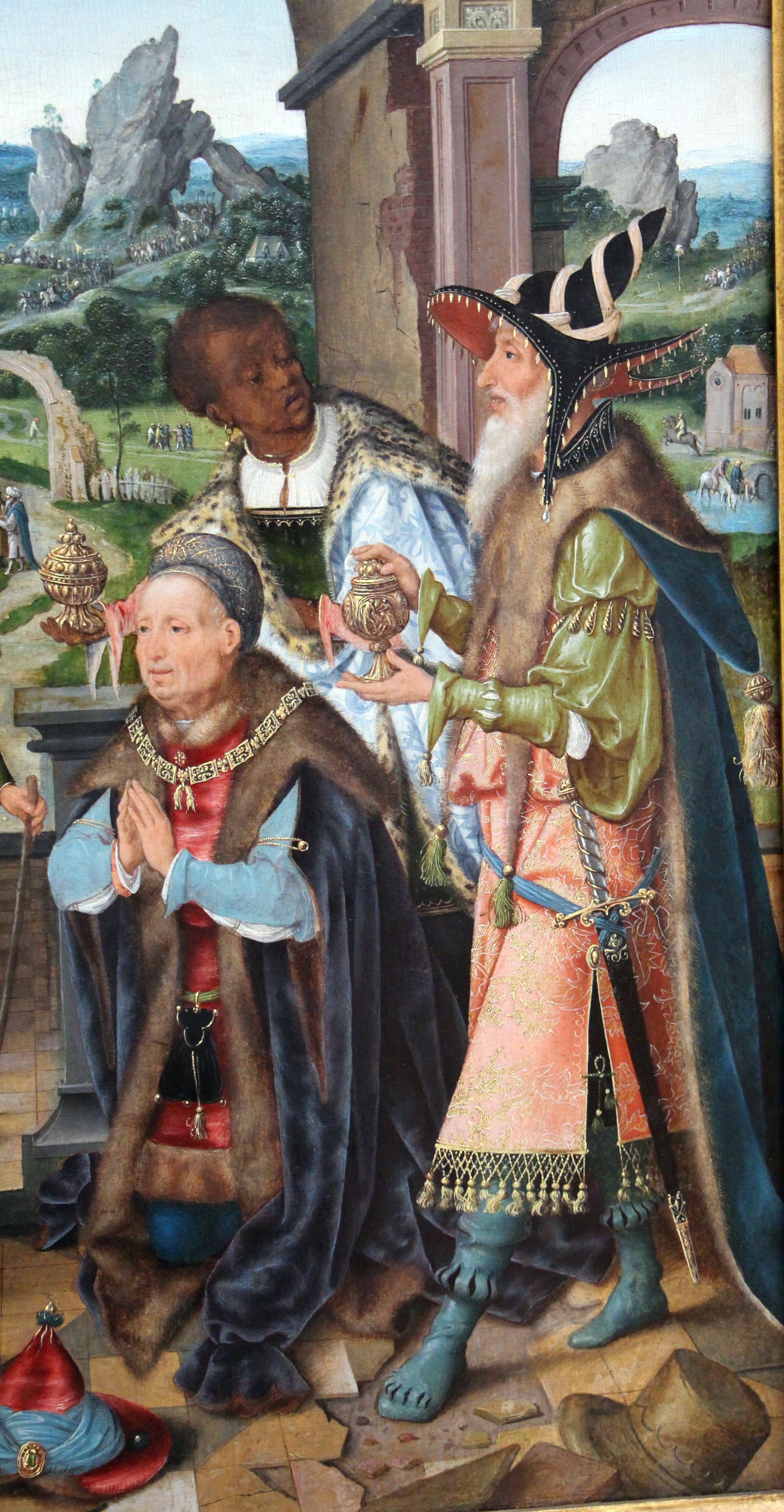
Sigismond Ier dépeint en Gaspard, l'un des Rois mages, par Joos van Cleve, vers 1520.

1. en 1512 Barbara Zápolya (1495-1515) fille d'István Szapolyai comte de Zips dont naquit :
  - Hedwige Jagellon (1513-1573) mariée en 1535 à l'électeur Joachim II Hector de Brandebourg (1505-1571).
2. en 1518 Bona Sforza (1494-1557) fille de Jean Galéas Sforza, duc de Milan, dont naquirent :
  - Isabelle Jagellon (1519-1559), épouse en 1539 Jean Ier Zapolya, roi de Hongrie,
  - Sigismond II Auguste (1520-1572), roi de Pologne,
  - Sophie Jagellon (1522-1575), épouse en 1556 Henri II de Brunswick-Wolfenbüttel,
  - Anna Jagellon (1523-1596) épouse en 1575 Étienne Báthory, co-roi de Pologne,
  - Catherine Jagellon (1526-1583) épouse en 1562 Jean III de Suède : d'où la suite des rois de Pologne jusqu'en 1668.

Sigismond Ier eut également un fils illégitime (et deux filles) de sa maîtresse morave Katarzyna Telniczanka (Kateřina Telničanka) morte en 1528 :
- Jean Ochstat de Thelnicz (en polonais Jan z Książąt Litewskich, en lituanien, Jonas iš Lietuvos kunigaikščių) (1499-1539) évêque de Vilnius de 1519 à 1536 puis évêque de Poznań de 1536 à 1539.
- Regina Telničanka, épouse Szafraniec
- Katarzyna Telničanka, épouse de Georges III von Montfort-Bregenz-Pfannberg